# 天津大学化工学院
天津大学化工学院，前身是1952年院系调整时，北洋大学、南开大学应用化学研究所及燕京大学、辅仁大学、北京大学、清华大学、河北工学院、唐山铁道学院等高校的化工系合并组成的天津大学化工系。1997年，在原天津大学化工系的基础上成立了天津大学化工学院。